# Darío Segovia
Darío Segovia Castagnino (Piribebuy, Paraguay; 18 de marzo de 1932-20 de enero de 1994) fue un futbolista paraguayo, hijo de Remigio Segovia y Teresa Castagnino. Se desempeñaba como defensa central, “back centro” como se lo denominaba entonces, correspondiéndole la camiseta número 3. 

## Carrera
Luego de sus inicios en el 12 de Agosto de su ciudad natal, club fundado por su padre el 1 de marzo de 1916, fue transferido al club Sol de América de Asunción en el año 1950, jugando inmediatamente en primera división.
Defendió la albirroja en diez ocasiones de las cuales destacamos su actuación en el Campeonato Sudamericano por la Copa América, jugado en el Estadio Nacional de Santiago de Chile, en 1955, alistándose ante Argentina el 2 de marzo y ante Uruguay el 9 de marzo.
De la plantilla solense fue convocado por Don Aurelio González para formar parte del seleccionado nacional que compitiera en las eliminatorias de 1957 para el Mundial de Suecia 58. Clasificada la selección paraguaya, Darío Segovia formó parte del plantel que jugó el Mundial en 1958 en la lejana Suecia.
En 1959 se jugó el campeonato sudamericano en Buenos Aires y Darío Segovia nuevamente fue llamado a defender los colores de la selección albirroja. 
En 1961 fue transferido al Olimpia, donde se desempeñó como capitán del equipo principal hasta el año 1965 cuando se retiró del fútbol.
Un año antes, en 1964, la Asamblea General de la entidad decana le había otorgado el preciado trofeo “Axel Sirvent”, con el que el club premia al jugador más destacado de cada año. Con este reconocimiento, Darío Segovia pasa a formar parte de la Galería de Honor del Glorioso Olimpia, junto con Aurelio González, Benicio Ferreira, Hugo Talavera, Rogelio Delgado, Vicente Raúl Amarilla, por citar algunos de los futbolistas que merecieron tal honra. 
Considerado como un jugador de porte "fino y elegante", talentoso, con gran despliegue físico y notable capacidad para el salto y el cabezazo.

## Clubes
| Club                      | País     | Año  |
| ------------------------- | -------- | ---- |
| 12 de Agosto de Piribebuy | Paraguay | 1949 |
| Sol de América            | Paraguay | 1950 |
| Olimpia                   | Paraguay | 1962 |

### Campeonatos obtenidos
| Título           | Equipo(*) | País     | Año  |
| ---------------- | --------- | -------- | ---- |
| Campeón Nacional | Olimpia   | Paraguay | 1962 |
| Campeón Nacional | Olimpia   | Paraguay | 1965 |

## Su familia
Se casó con Gilda Ruíz Rivas, con quien tuvo cuatro hijos: Darío Gustavo, Christian Daniel, Oscar Manuel y Gilda María.